# Força conservativa

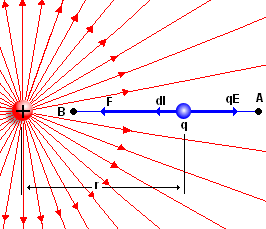
En un camp conservatiu, el treball realitzat per anar del punt A al B depèn només d'A i B: és independent de la trajectòria que s'utilitzi per desplaçar-se d'un a l'altre.

En física, una força o camp de forces és conservatiu si el treball total realitzat pel camp sobre una partícula que realitza un desplaçament entre dos punts és independent de la trajectòria presa. Dit d'una altra manera, si la partícula es desplaça en una trajectòria tancada (com una òrbita planetària), el treball net realitzat (la suma de la força que actua al llarg del camí multiplicada pel desplaçament) per una força conservativa és zero.
Un exemple de força conservativa és la força gravitatòria de la mecànica newtoniana. Les forces que depenen del temps o de la velocitat (per exemple, el fregament) són típicament no conservatives. Altres exemples de forces conservatives són: la força d'una molla elàstica, la força electroestàtica entre dues càrregues elèctriques, o la força magnètica entre dos pols. Aquestes dues forces s'anomenen forces centrals, ja que actuen al llarg de la línia que uneix els centres dels dos cossos carregats/magnetitzats; totes les forces centrals són conservatives.